# Isles-les-Meldeuses
Isles-les-Meldeuses ist eine französische Gemeinde mit 780 Einwohnern (Stand: 1. Januar 2022) im Département Seine-et-Marne in der Region Île-de-France. Sie gehört zum Arrondissement Meaux und ist Teil des Kantons La Ferté-sous-Jouarre (bis 2015: Kanton Lizy-sur-Ourcq).
Die Einwohner werden Iléos-Meldois genannt.

## Geographie
Isles-les-Meldeuses liegt etwa neun Kilometer nordöstlich von Meaux und etwa 50 Kilometer ostnordöstlich von Paris an der Marne.

### Nachbargemeinden
Umgeben ist Isles-les-Meldeuses von den Gemeinden Congis-sur-Thérouanne im Norden und Nordwesten, Mary-sur-Marne im Nordosten, Tancrou im Osten, Armentières-en-Brie im Süden sowie Germigny-l’Évêque im Westen und Südwesten.

## Bevölkerungsentwicklung
| Jahr      | 1962 | 1968 | 1975 | 1982 | 1990 | 1999 | 2006 | 2017 |
| Einwohner | 363  | 432  | 337  | 407  | 498  | 602  | 722  | 806  |

## Sehenswürdigkeiten

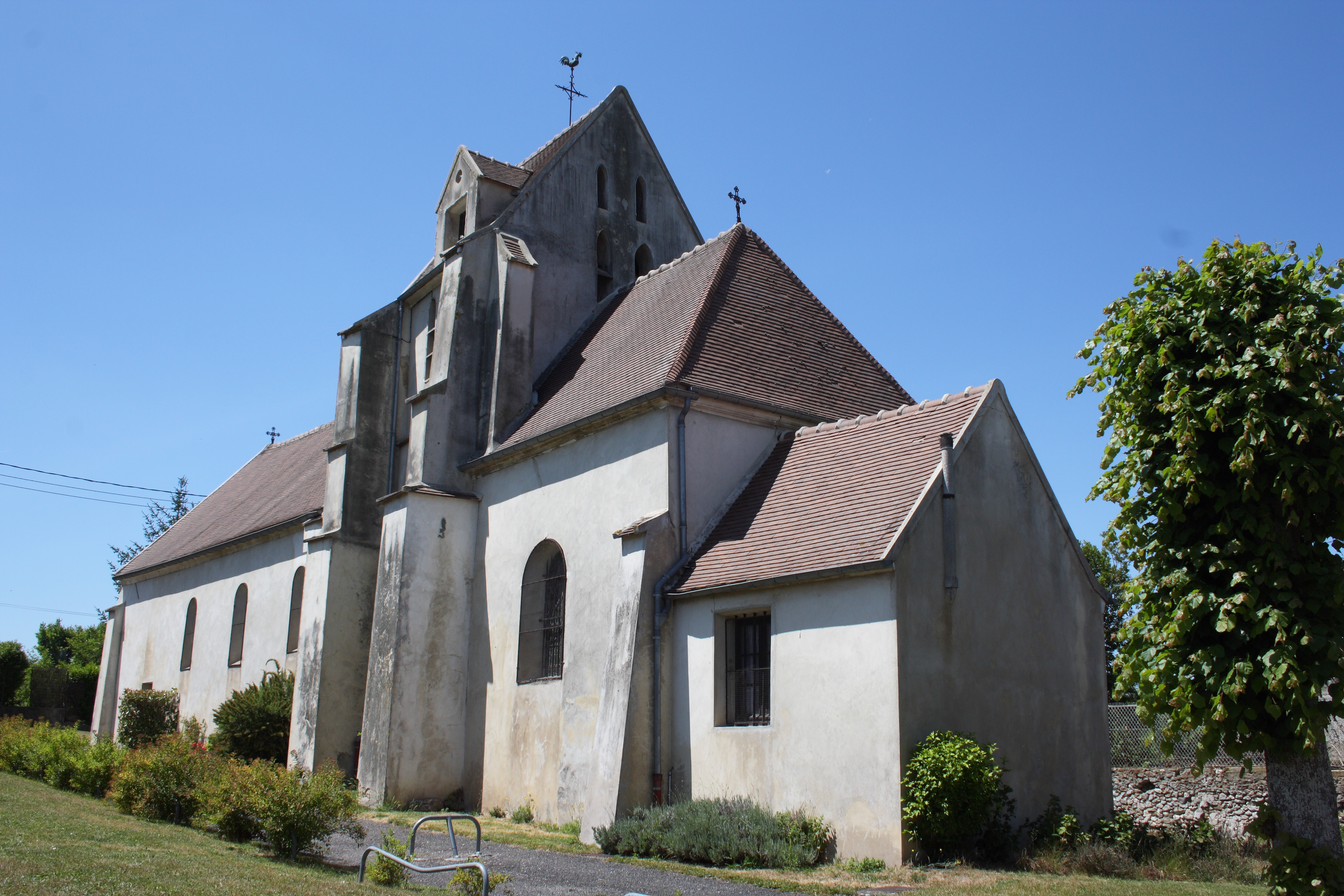
Kirche Saint-Caprais

- Kirche Saint-Caprais